# Mahonia
Genre
Mahonia est un genre de plantes à fleurs de la famille des Berberidaceae. Ce sont des arbustes originaire d’Asie orientale, de l’Himalaya, de l’Amérique du Nord et d’Amérique centrale. 
Le genre est étroitement relié au genre Berberis (épine-vinette par exemple). Certains botanistes, comme ceux du site Flora of North America, mettent les plantes de ce genre sous le genre Berberis, en raison des possibilités d’hybridation entre de nombreuses espèces de ces deux genres.

## Étymologie
Le genre doit son nom au botaniste américain d'origine irlandaise, Bernard McMahon (en) (1775–1816). Officiellement, le nom français de cet arbuste est "une mahonie".

## Caractéristiques
Ces plantes fleurissent en mars - avril où de belles fleurs jaunes font leur apparition, fréquemment visitées par les abeilles en raison de leur précocité. La fleur possède six étamines doublant la corolle. Lors de la visite d'insectes, le contact induit un mouvement des étamines qui se détendent et se rabattent alors vers le pistil en environ 1/10e de seconde. C'est l'un des mouvements les plus rapides parmi les végétaux, avec ceux du mimosa pudique, de l'épine-vinette, de l'ortie et quelques autres.
Ces plantes ne craignent ni le froid ni la sécheresse.
Le mahonia est une plante invasive en Europe .

## Espèces
Le genre Mahonia comprend environ 70 espèces d’arbustes à feuilles persistantes, originaire d’Asie orientale, de l’Himalaya, de l’Amérique du Nord et d’Amérique centrale. 

### Principales espèces
- Mahonia acanthifolia G. Don
- Mahonia aquifolium (Pursh) Nutt.
- Mahonia bealei (Fortune) Carrière
- Mahonia bodinieri Gagnep.
- Mahonia chochoco (Schltdl.) Fedde
- Mahonia dictyota (Jepson) Fedde
- Mahonia fortunei (Lindl.) Fedde
- Mahonia fremontii (Torr.) Fedde
- Mahonia gracilis (Hartw. ex Benth.) Fedde
- Mahonia haematocarpa (Wooton) Fedde
- Mahonia ×heterophylla C. K. Schneid.
- Mahonia japonica (Thunb.) DC.
- Mahonia lanceolata (Benth.) Fedde
- Mahonia lomariifolia Takeda
- Mahonia longipes (Standl.) Standl.
- Mahonia ×media C. D. Brickell
- Mahonia moranensis (Hebenstr. & Ludw. ex Schult. & Schult. f.) I. M. Johnst.
- Mahonia napaulensis DC.
- Mahonia nervosa (Pursh) Nutt. 
  - Mahonia nervosa var. nervosa (Pursh) Nutt.
- Mahonia nevinii (A. Gray) Fedde
- Mahonia pinnata (Lag.) Fedde
- Mahonia pumila (Greene) Fedde
- Mahonia repens (Lindl.) G. Don
- Mahonia siamensis Takeda
- Mahonia swaseyi (Buckl. ex Young) Fedde
- Mahonia tenuifolia (Lindl.) Loudon ex Fedde
- Mahonia trifoliolata (Moric.) Fedde
- Mahonia ×wagneri (Jouin) Rehder
- Mahonia wilcoxii (Kearney) Rehder

## Remarque
Pour Mahonia × toluacensis (hort. ex Bean) Ahrendt, voir Berberis × toluacensis.